# モーガン・ヘンツ
モーガン・ヘンツ（Morgan Hentz、1998年7月27日 - ）は、アメリカ合衆国の女子バレーボール選手である。アメリカ合衆国代表。

## 来歴
ケンタッキー州レイクサイド・パーク出身。小学校3年生のときにバレーボールをはじめた。ノートルダム・アカデミー高校を卒業し、名門のスタンフォード大学へ進学した。大学在籍中はNCAA女子バレーボール選手権にて3度の優勝を経験した。また、大学では心理学を専攻していた。2020/21シーズンはドイツブンデスリーガのドレスナーSCに入団し、同リーグの優勝に貢献した。2021/22シーズンはアメリカに戻り、アスリーツ・アンリミテッド・バレーボールにてGEICOディフェンス賞を受賞した。

### 代表チーム
2015年、アンダーカテゴリーの代表として、ペルーで開催されたU-18世界選手権で銀メダルを獲得した。2020年、シニア代表に初選出された。2022年のネーションズリーグで代表デビューを果たした。2022年、世界選手権に出場し4位となった。

## 球歴
- 世界選手権 - 2022年
- ネーションズリーグ - 2022年

## 受賞歴
- 2022年 アスリーツ・アンリミテッド・バレーボール GEICOディフェンス賞

## 所属クラブ
- スタンフォード大学
- ドレスナーSC（2020-2021年）
- アスリーツ・アンリミテッド（2021年-）
- アトランタ・バイブ（英語版）（2024年-）